# Jean Graczyk

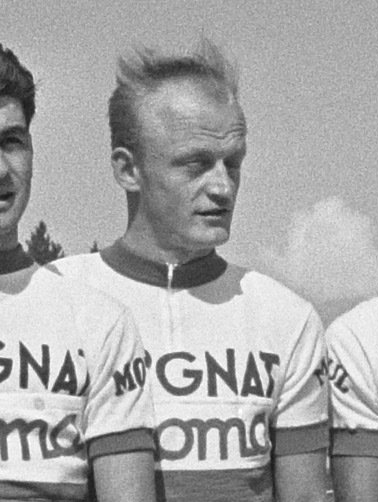
Jean Graczyk (1964)

Jean Graczyk (* 26. Mai 1933 in Neuvy-sur-Barangeon; † 27. Juni 2004 in Vierzon) war ein französischer Radrennfahrer.
Graczyk feierte seinen ersten Erfolg 1955 mit dem Gewinn des Radrennens Paris–Vierzon. 1956 wurde er Französischer Straßenradmeister und Meister in der Mannschaftsverfolgung. 1956 startete er auch bei den Olympischen Sommerspielen in Melbourne und gewann Silber die Mannschaftsverfolgung, mit Jean-Claude Lecante, Michel Vermeulin und René Bianchi.
1957 gab Graczyk seinen Amateurstatus auf und schloss sich dem Radsportteam Helyett-Potin an. Hier gewann er zweimal, 1958 und 1960, bei der Tour de France das Grüne Trikot. Insgesamt verbuchte er fünf Etappensiege. In der Tour de France 1960 gewann er die Sonderwertung Souvenir Henri Desgrange.
Auch bei der Vuelta a España war Graczyk erfolgreich, dort feierte zwischen 1958 und 1962 ebenfalls fünf Etappensiege. 1958 gewann er den Grand Prix d’Orchies. 1957 wurde er Sieger des Etappenrennens Tour du Sud-Est. 1961 siegte er im Rennen Rom–Neapel–Rom. In der Flandern-Rundfahrt 1960 kam er auf den zweiten Rang.
Insgesamt gewann er in seiner Laufbahn 65 Einzelrennen.